# Massac, Charente-Maritime

Massac este o comună în departamentul Charente-Maritime, Franța. În 1 ianuarie 2022 avea o populație de 183 de locuitori.